# Estadio Luis Rodríguez Olmo
Fue un estadio Multiuso ubicado en la localidad de Arecibo, en la isla de Puerto Rico, es usado frecuentemente para la práctica de Béisbol y tiene una capacidad aproximada para albergar a unos 9500 fanáticos, posee grama natural y es sede del equipo profesional puertorriqueño Lobos de Arecibo 1962-1999 y 2005-2010.
- Datos: Q4388350